# Ericaphis latifrons
Ericaphis latifrons är en insektsart som först beskrevs av Carl Julius Bernhard Börner 1942.  Ericaphis latifrons ingår i släktet Ericaphis och familjen långrörsbladlöss. Arten är reproducerande i Sverige. Inga underarter finns listade i Catalogue of Life.